# Roches-Prémarie-Andillé
Roches-Prémarie-Andillé là một xã Pháp, tọa lạc ở tỉnh Vienne et la région Nouvelle-Aquitaine, Pháp. Xã này có diện tích 22,37 km², dân số năm 2006 là 1599 người. Xã nằm ở khu vực có độ cao trung bình 120 m trên mực nước biển. 

## Biến động dân số
| Năm | 1962 | 1968 | 1975  | 1982  | 1990  | 1999  | 2006  |
| --- | ---- | ---- | ----- | ----- | ----- | ----- | ----- |
| Dân số | 626  | 685  | 1 020 | 1 378 | 1 487 | 1 544 | 1 599 |
| From the year 1962 on: No double counting—residents of multiple communes (e.g. students and military personnel) are counted only once. |      |      |       |       |       |       |       |